# プラスエックス
プラスエックス(+X)とは、何かを付加すること。または、その付加するものの事。特に、野球の表のイニング終了時点で勝敗が確定する際・また最終回裏のイニング途中で加点され試合の勝敗が確定する際（サヨナラ）のX・加点脇に小さくX表記もまた今後試合が続いて加点があるかもしれないし、加点がないかもしれないが勝敗は決したという、不確定要素を表すX（エックス）。
「日本では、この不確定要素を表す「X」という言葉を輸入した際にXの筆体表記（筆記体）がαの筆記体と似ていたことから、αと誤用した。
αの誤用はのちにXに正されたが、+Xはそのまま、和製外来語の+α（プラスアルファ）として定着した」という説がある。この和製外来語は、英語としては通用しない。ただし、日本文化の影響を受けた大韓民国では通用する。